# Zagaj pod Bočem
Zagaj pod Bočem je naselje u slovenskoj Općini Rogaškoj Slatini. Zagaj pod Bočem se nalazi u pokrajini Štajerskoj i statističkoj regiji Savinjskoj. 

## Stanovništvo
Prema popisu stanovništva iz 2002. godine naselje je imalo 156 stanovnika.